# Gyponana boquetea
Gyponana boquetea är en insektsart som beskrevs av Delong och Wolda 1982. Gyponana boquetea ingår i släktet Gyponana och familjen dvärgstritar. Inga underarter finns listade i Catalogue of Life.